# Anglersee Ketsch
Der Anglersee ist ein Baggersee im Westen des Rhein-Neckar-Kreises in Baden-Württemberg. Er liegt unmittelbar westlich von Ketsch an der in Richtung Altlußheim und der Rheinbrücke nach Speyer führenden Landstraße. Einige hundert Meter weiter im Westen folgt mit dem Hohwiesensee ein weiterer Baggersee, der heute als Badegewässer dient. Zwischen beiden verläuft der Kraichbach. Nördlich des Sees, zur Landstraße hin, entstand 1971/72 das Freibad der Gemeinde.
Das Gewässer hieß ursprünglich Kreuzwiesensee und verdankt seine Existenz dem Abbau von Kies. Nach dessen Einstellung wurde er dem örtlichen Angelsportverein zur ausschließlichen Nutzung überlassen und daher 1967 in Anglersee umbenannt. Zur Verbesserung der Sauerstoffversorgung wurde 1996 eine Umwälzanlage in Betrieb genommen.
Der Anglersee ist grob rechteckig, am Westufer ragt mittig eine Halbinsel hinein. Dort befanden sich die Fördereinrichtungen, das Firmengebäude wird heute vom Verein genutzt. In diesem Bereich entstand zwischen 1972 und 1974 das neu erbaute Vereinsheim. Der See weist eine Länge von etwa 460 und eine Breite von rund 250 Metern, im mittleren Bereich von 150 Metern auf. Die Fläche beträgt 11,6 Hektar. Der Wasserspiegel liegt auf einer Höhe von 93 Metern, die maximale Tiefe beträgt 18 Meter, die See-Identikationsnummer lautet 10.176.